# Edifícios Legislativos da Colúmbia Britânica

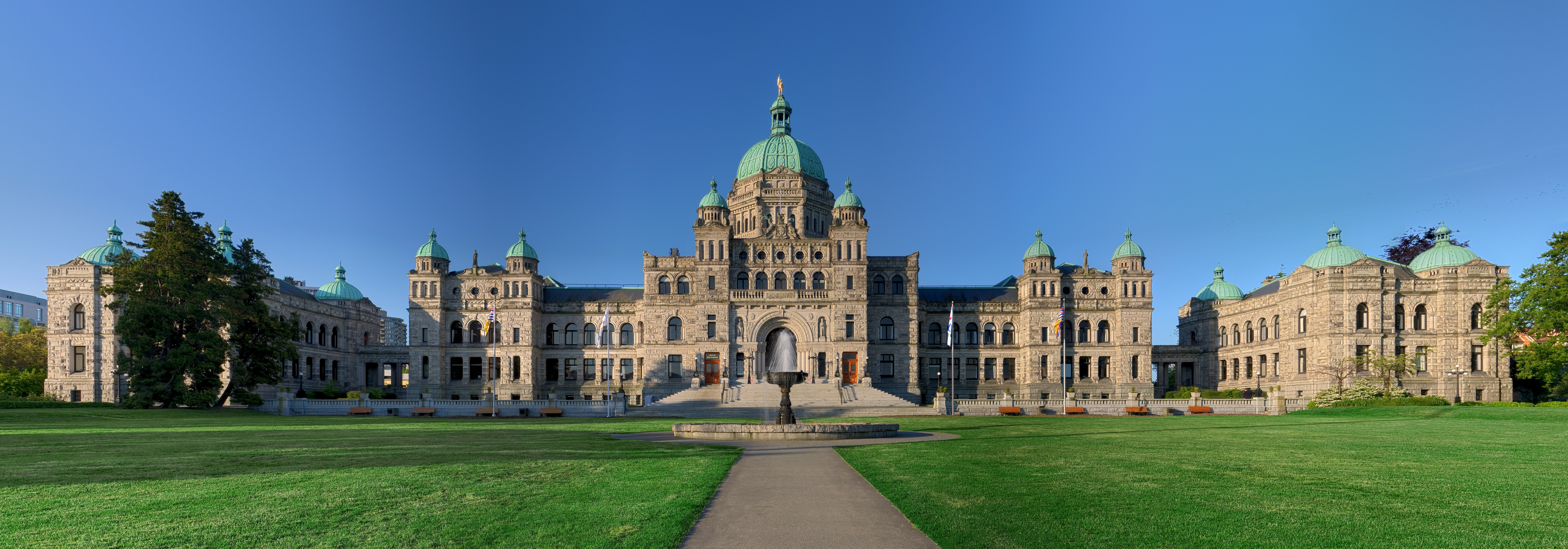
Localizados em Victoria, Colúmbia Britânica e oficialmente abertos 1898 com uma fachada de 152 metros, uma cúpula central, 2 pavilhões e uma estátua de de bronze coberto a ouro representando George Vancouver, os Edifícios do Parlamento da Colúmbia Britânica são a sede da Assembleia Legislativa da Colúmbia Britânica.

Os Edificios Legislativos da Colúmbia Britânica ou Edifícios do Parlamento da Colúmbia Britânica localizam-se em Victoria, Canadá (48° 25′ 09,92″ N, 123° 22′ 11,98″ O) e são a sede da Assembleia Legislativa da Colúmbia Britânica.
Os edifícios neo-barrocos ficam na Rua Belleville, em frente do porto. Uma grande estátua da Rainha Vitória ergue-se no relvado da frente, bem como a estátua de um soldado, um memorial aos soldados da província mortos na Primeira Guerra Mundial, na Segunda Guerra Mundial e na Guerra da Coreia. Em cima da cúpula central há uma estátua de bronze coberta a ouro representando o General George Vancouver. São oferecidas visitas guiadas grátis ao longo da semana.